# Кунья, Нельма
Не́льма Ку́нья (порт. Nelma Cunha; 27 февраля 2002, Ангола) — ангольская баскетболистка, выступающая на позиции разыгрывающего защитника за клуб «Интер» (Луанда).

## Карьера

### Клубная
Выступала за ангольский клуб «Каса-ду-Пессоал-ду-Порту-ду-Лобиту». В 2022 году стала игроком «Интер» (Луанда).

### В сборной
Финалистка чемпионата Африки среди девушек до 16 лет 2017 года. Участница чемпионата мира среди девушек до 17 лет, проходившего в Минске. В 2023 году дебютировала в составе женской национальной команды на чемпионате Африки. В 2025 году сыграла в матче против женской национальной команды Мозамбика в рамках квалификационного раунда континентального первенства.